# Finlands teologiska institut
Finlands teologiska institut (på finska Suomen teologinen instituutti, STI) är en organisation i Helsingfors i Finland som bedriver teologiskt undervisnings- och forskningsarbete. Institutet grundades år 1987 av fem finländska väckelserörelser. 
Institutet grundar sitt arbete på Bibeln och den lutherska bekännelsen. Ett viktigt mål är att stöda teologiestuderanden i deras andliga liv och studier. 
Finlands teologiska instituts språkrör är tidningen Kulmakivi. Generalsekreterare för institutet är sedan år 2006 prosten Henrik Perret.